# Філософія війни
Філософія війни розглядає війну у ширшому контексті, ніж просто питання озброєнь і стратегії, ставлячи запитання щодо таких речей, як значення і походження війни, відношення війни до людської природи та етики ведення війни. Певні аспекти філософії війни можуть перетинатися з філософією історії, політичною філософією та філософією права.

## Доробок з філософії війни
Ймовірно, найзначнішою та найвпливовішою книгою з філософії війни є Про війну Карла фон Клаузевіца. У ній спостереження, які стосуються стратегії, поєднуються з питаннями про людську природу і мету війни. Особливу увагу Клаузевіц приділяє телеології війни: чи війна є засобом до якоїсь мети, яка лежить поза межами самої війни, чи вона може вестися заради себе самої. Він робить висновок, що другий варіант неможливий і що війна є "політикою, здійснюваною іншими засобами", тобто що війна не повинна існувати лише заради себе самої – вона мусить виконувати якусь функцію для держави.
Твір "Мистецтво війни" авторства Сунь Цзи зосереджується здебільшого на питаннях озброєнь і стратегії, але його спостереження часто поширюють на сфери, що не стосуються війни.

## Традиції думки
Оскільки до філософії війни часто ставляться як до підтипу іншої гілки філософії (наприклад, політичної філософії або філософії права), в ній важко виділити чітко окреслені школи думки у тому ж сенсі, як, наприклад, екзистенціалізм чи об'єктивізм можна вважати окремими рухами. Стенфордська енциклопедія філософії називає Карла фон Клаузевіца "єдиним (так званим) філософом війни", натякаючи, що він є єдиним (визначним) автором-філософом, який розробив філософську систему, сфокусовану виключно на війні. Однак з часом розвинулися традиції думки, які є достатньо виразними, щоб деякі автори змогли класифікувати їх у широкі категорії (хоча не дуже суворо).

### Телеологічні категорії
- Катастрофічна школа – з таких позицій виходить Лев Толстой, який у своєму романі "Війна і мир" розглядає війну як погибель людства; у ній нема жодної мети, окрім як приносити страждання і руїну. Іншою підкатегорією катастрофічної школи думки є етноцентричний катастрофізм; він зосереджений особливо на біді певного народу чи нації. Прикладом цього може стати погляд юдаїзму на війну як на Божу кару на ізраїльтян – так її зображено у деяких книгах Танаху (Старого Заповіту). Оскільки Танах у деяких книгах розглядає війну як неуникненний акт Божої волі, то й Толстой підкреслює, що війна - це щось, що спіткає людину, а не є виявом "свободної волі" людини.
- Есхатологічна школа розглядає усі війни (або усі великі війни) як такі, що ведуть до якоїсь мети, і стверджує, що одного дня якийсь фінальний конфлікт стане кульмінацією всіх війн, призведе до значних потрясінь у суспільстві і відтак створить ґрунт для нового суспільства, вільного від війни (сценарії побудови такого суспільства можуть бути або утопічними, або дистопічними). У цій школі є два підвиди: месіанська та глобальна теорії. Марксистська концепція комуністичного світу, яким правитиме пролетаріат після фінальної всесвітньої революції, є прикладом глобальної теорії. Християнська концепція Армагеддону, який закінчиться Другим пришестям Христа і кінцевою поразкою Сатани, є прикладом теорії, яку можна класифікувати і як глобальну, і як месіанську.
- Політична школа, до якої належав Клаузевіц, розглядає війну як інструмент національної держави. Цей інструмент має бути раціональним і зважувати витрати та здобутки, які принесе певна війна. Анатоль Рапопорт розглядає війну у В'єтнамі та інші війни в рамках Холодної війни як нео-клаузевіціанські.

### Етичні категорії
- Реалісти зазвичай вважають, що системи моралі та етики, які скеровують дії індивідів, не можна застосувати до суспільств у тому, як ці суспільства взаємодіють з іншими суспільствами. Отже, мета держави у війні – просто захистити свій національний інтерес. Таке мислення подібне до філософії Макіавеллі; під цю категорію можуть також підпадати Фукідід та Хоббс.
- На противагу цьому пацифізм стверджує, що моральну оцінку війні дати можна і що війна завжди аморальна. 1) Наслідковий різновид пацифізму зважує наслідки війни і вказує, що здобутки від війни ніколи не переважають втрат. 2) Деонтологічний різновид пацифізму розглядає війну як щось саме по собі неправильне.
- Ненасильницький підхід стверджує, що дати моральну оцінку війни є обов'язком людини і що війна завжди аморальна. Мохандас Ґанді, Мартин Лютер Кинґ і Лев Толстой усі відомі тим, що виступали за силу правди, законності, м'якої сили, методи ненасильницького спротиву та громадянської непокори як альтернативи війни та способи уникнути війни. Ґанді казав, що йому більше не подобається боягузтво, ніж насильство.
- Теорія справедливої війни, як і пацифізм, вважає, що мораль застосовна до війни, однак бувають випадки, коли війна морально виправдана. Саме на концепції морально виправданої війни здебільшого ґрунтується концепція міжнародного права, наприклад, Женевські конвенції. Аристотель, Цицерон, Св. Августин, Тома Аквінський і Гуґо Ґроцій – всі ці філософи дотримувалися того чи іншого різновиду філософії справедливої війни. Одна з поширених оцінок війни згідно з цією теорію полягає в тому, що війна виправдана лише якщо 1) її ведуть з метою самозахисту держави або народу; 2) її ведуть з метою покласти край грубим порушенням прав людини.